# 榮進神駒
榮進神駒（日語：エイシンアポロン），是美國出身的日本純種競賽馬匹。生涯活躍於一哩賽事，曾於2011年勝出一哩冠軍賽。

## 出賽前
2007年1月22日出生於美國Silk and Scarlet Syndicate，成長途中被馬主平井豐光購入並引入日本。
其後交由栗東訓練中心練馬師岡田稻男訓練。

## 競賽生涯

### 2歲
2009年8月2日出戰小倉競馬場2歲新馬戰，雖然於比賽途中不斷加速進擊，但最終仍然僅獲得第五。
其後出戰2歲未勝利戰，本次比賽採取積極的先行戰術下成功於比賽中段取得領先，進入直路後最一步加速拉開後方賽駒，最終以2 1/2馬位優勢取得首勝。
9月20日出戰野路菊錦標因表現稍爲遜色僅獲得第五，但其後於每日盃兩歲錦標發揮優秀的速度，最終僅敗於北歐神劍取得亞軍。
11月14日出戰京王盃兩歲錦標，比賽初段選擇保持於約莫第八的中團位置等待時機，並於比賽途中以穩定的節奏推進。進入直路後，其以優秀的反應進行加速，在直路中段取得領先後繼續保持速度，最終以1 1/4馬位優勢擊退後方來襲的活躍生命取得首個分級賽冠軍。
12月20日出戰朝日盃未來錦標，賽前僅落後於玫瑰帝國取得第二人氣。比賽開始後，其以穩定的節奏保持於第五左右的先頭位置，並於比賽途中不斷尋找有利位置。進入直路後，其瞬間加速衝出並不斷迫近前方賽駒佔先，可惜於最後被位置稍後的玫瑰帝國趕過，最終以1 1/4馬位差距落敗得第二。

### 3歲
2010年首戰爲彌生賞，比賽途中一直保持於先頭位置，進入直路後一度取得領先，可惜於最後關頭被跑出優秀末腳的比薩勝駒超越，最終以1/2馬位憾負。
然而其後表現突然大幅下降，出戰皋月賞及NHK一哩賽分別以第十一及第九落敗。
入秋後雖然於每日王冠以回勇的姿態奪得亞軍，但其後出戰秋季天皇賞再度以第十七大敗。
完成秋季天皇賞後進入長期休養，並於此期間被轉移至同屬栗東訓練中心的松永昌博馬房。

### 4歲
2011年10月9日復出，出戰每日王冠，比賽途中以優秀的速度於前方位置推進，進入直路後僅被夜之影、實際影響及Mikki Dream超越，以第四完賽。
其後出戰富士錦標，本次比賽採取居中戰術下保持於中團靠後位置追走，並於通過最後彎道時候逐步抽出外檔望空。進入直路後，其於外檔位置以凌厲的姿態衝出，最終一舉超越前方所有賽駒下以頭位壓贏一直處於先頭位置的杏仁佳釀再度取得分級賽冠軍。
11月20日出戰一哩冠軍賽，賽前獲得第五人氣。比賽開始後，國際高球率先搶佔位置進行領放，榮進神駒和第二人氣北歐神劍處於前方位置推進，第一人氣實際影響位於中團，而第三人氣永恆詩篇則選擇於較後位置追走。進入直路後，處於榮進神駒前方的賽駒逐漸力弱，因而騎師池添謙一看準時機指揮其加速衝出，最終其於超越第十一人氣伏兵五花馬後，亦能繼續保持速度，抵擋莎貝寶駒的攻勢，以頸位壓贏對手，取得首個一級賽冠軍，亦是為練馬師松永帶來首個兼唯一一個一級賽優勝。

### 5歲
進入2012年其仍然出戰衆多賽事，然而受到狀態下滑影響下表現大幅失準，導致所有賽事均未能跑入十名以內，最佳戰績爲於每日王冠奪得第十二。
11月18日出戰一哩冠軍賽以第十四落敗後，陣營認爲其近來戰績經已證明其巔峯期已過，遂安排其退役並於11月21日取消日本中央競馬會的賽駒註冊。

### 詳細賽績
| 日期       | 舉辦國家 | 馬場 | 距離   | 級別  | 賽事名稱       | 負重 | 騎師     | 馬號 | 出馬 | 名次 | 時間   | 頭馬（二馬）          |
| ---------- | -------- | ---- | ------ | ----- | -------------- | ---- | -------- | ---- | ---- | ---- | ------ | --------------------- |
| 2/8/2009   | 日本     | 小倉 | 草1800 |       | 2歲新馬        | 54   | 小牧太   | 6    | 16   | 5    | 1:51.6 | Lord Violetto         |
| 22/8/2009  | 日本     | 小倉 | 草1800 |       | 2歲未勝利      | 54   | 小牧太   | 15   | 16   | 1    | 1:48.1 | （Nishino Manazashi） |
| 20/9/2009  | 日本     | 阪神 | 草1800 | OP    | 野路菊錦標     | 54   | 小牧太   | 6    | 9    | 5    | 1:48.3 | L'Ile d'Aval          |
| 17/10/2009 | 日本     | 京都 | 草1600 | JpnII | 每日盃兩歲錦標 | 55   | 池添謙一 | 1    | 13   | 2    | 1:33.7 | 北歐神劍              |
| 14/11/2009 | 日本     | 東京 | 草1400 | JpnII | 京王盃兩歲錦標 | 55   | 池添謙一 | 12   | 16   | 1    | 1:22.0 | （活躍生命）          |
| 20/12/2009 | 日本     | 中山 | 草1600 | JpnI  | 朝日盃未來錦標 | 55   | 池添謙一 | 8    | 16   | 2    | 1:34.2 | 玫瑰帝國              |
| 7/3/2010   | 日本     | 中山 | 草2000 | GII   | 彌生賞         | 56   | 池添謙一 | 3    | 13   | 2    | 2:06.2 | 比薩勝駒              |
| 18/4/2010  | 日本     | 中山 | 草2000 | GI    | 皋月賞         | 57   | 池添謙一 | 12   | 18   | 11   | 2:01.8 | 比薩勝駒              |
| 9/5/2010   | 日本     | 東京 | 草1600 | GI    | NHK一哩賽      | 57   | 岩田康誠 | 11   | 18   | 9    | 1:33.0 | 野田尚城              |
| 10/10/2010 | 日本     | 東京 | 草1800 | GII   | 每日王冠       | 55   | 蛯名正義 | 3    | 10   | 2    | 1:46.4 | Aliseo                |
| 31/10/2010 | 日本     | 東京 | 草2000 | GI    | 秋季天皇賞     | 56   | 蛯名正義 | 4    | 18   | 17   | 2:00.6 | 迷人景致              |
| 9/10/2011  | 日本     | 東京 | 草1800 | GII   | 毎日王冠       | 57   | 田邊裕信 | 1    | 11   | 4    | 1:46.8 | 夜之影                |
| 22/10/2011 | 日本     | 東京 | 草1600 | GIII  | 富士錦標       | 56   | 田邊裕信 | 13   | 17   | 1    | 1:35.0 | （杏仁佳釀）          |
| 20/11/2011 | 日本     | 京都 | 草1600 | GI    | 一哩冠軍賽     | 57   | 池添謙一 | 5    | 18   | 1    | 1:33.9 | （五花馬）            |
| 22/4/2012  | 日本     | 京都 | 草1600 | GII   | 讀賣盃         | 58   | 池添謙一 | 16   | 18   | 14   | 1:34.4 | 國際高球              |
| 3/6/2012   | 日本     | 東京 | 草1600 | GI    | 安田紀念       | 58   | 池添謙一 | 11   | 18   | 15   | 1:32.6 | 強勁回報              |
| 7/10/2012  | 日本     | 東京 | 草1800 | GII   | 毎日王冠       | 58   | 池添謙一 | 9    | 16   | 12   | 1:45.9 | 機伶獵駒              |
| 27/10/2012 | 日本     | 京都 | 草1400 | GII   | 天鵝錦標       | 58   | 池添謙一 | 6    | 16   | 14   | 1:21.4 | 大賽波士              |
| 18/11/2012 | 日本     | 京都 | 草1600 | GI    | 一哩冠軍賽     | 57   | 池添謙一 | 8    | 18   | 14   | 1:33.8 | 瑞士名錶              |

## 退役後
退役後，榮進神駒成爲了配種馬，於北海道新日高町Rex Stud休養，在2013年進行配種，首批子嗣於2014年出生。首批子嗣可於2016年出賽。
2020年配種季過後由配種馬退役，前往北海道浦河町榮進牧場進行養老生活。

## 血統簡介
父系巨人長堤爲美國生產的愛爾蘭賽駒，生涯曾勝出包括日蝕大賽及聖詹姆士皇宮錦標等多項一級賽，競賽成績極佳。祖父爲美國著名種馬雷貓，爲1990年代最具代表性的種馬之一。
母系Silk And Scarlet爲英國生產的愛爾蘭賽駒，生涯戰績不俗，曾勝出二級賽貴婦錦標。外鞍井匠爲美國生產的英國賽駒，生涯戰績優勢，曾勝出愛爾蘭二千堅尼及日蝕大賽等賽事，配種成績亦極爲優秀，爲當時著名種馬之一。

### 血統表
| 父線：雷貓系（雷鳥系）                             |                               |              |               |
| 種馬 巨人長堤 1997年（栗色）                       | 雷貓 1983年（深棗色）         | 雷鳥         | 北地舞人      |
| 種馬 巨人長堤 1997年（栗色）                       | 雷貓 1983年（深棗色）         | 雷鳥         | South Ocean   |
| 種馬 巨人長堤 1997年（栗色）                       | 雷貓 1983年（深棗色）         | Terlingua    | 秘書處        |
| 種馬 巨人長堤 1997年（栗色）                       | 雷貓 1983年（深棗色）         | Terlingua    | Crimson Saint |
| 種馬 巨人長堤 1997年（栗色）                       | Mariah's Storm 1991年（棗色） | Rahy         | 害羞新郎      |
| 種馬 巨人長堤 1997年（栗色）                       | Mariah's Storm 1991年（棗色） | Rahy         | Glorious Song |
| 種馬 巨人長堤 1997年（栗色）                       | Mariah's Storm 1991年（棗色） | Immense      | 雷弼圖        |
| 種馬 巨人長堤 1997年（栗色）                       | Mariah's Storm 1991年（棗色） | Immense      | Imsodear      |
| 繁殖雌馬 Silk and Scarlet 2002年（棗色）           | 鞍匠井 1981年（棗色）         | 北地舞人     | 新北區        |
| 繁殖雌馬 Silk and Scarlet 2002年（棗色）           | 鞍匠井 1981年（棗色）         | 北地舞人     | Natalma       |
| 繁殖雌馬 Silk and Scarlet 2002年（棗色）           | 鞍匠井 1981年（棗色）         | Fairy Bridge | Bold Reason   |
| 繁殖雌馬 Silk and Scarlet 2002年（棗色）           | 鞍匠井 1981年（棗色）         | Fairy Bridge | Special       |
| 繁殖雌馬 Silk and Scarlet 2002年（棗色）           | Danilova 1990年（栗色）       | 利法爾       | 北地舞人      |
| 繁殖雌馬 Silk and Scarlet 2002年（棗色）           | Danilova 1990年（栗色）       | 利法爾       | Goofed        |
| 繁殖雌馬 Silk and Scarlet 2002年（棗色）           | Danilova 1990年（栗色）       | Ballinderry  | Irish River   |
| 繁殖雌馬 Silk and Scarlet 2002年（棗色）           | Danilova 1990年（栗色）       | Ballinderry  | Miss Manon    |
| 雌系：號族：1-l                                    |                               |              |               |
| 五代內近親交配：北地舞人 4×3×4、Hail to Reason 5×5 |                               |              |               |

## 命名由來
名字中，Eishin（エイシン）是馬主平井豐光之冠名，出自其所經營的玩具公司榮進堂，Apollon（アポロン）即是古希臘神話中的太陽神阿波羅，香港則翻譯为「神駒」。

## 外部連結
- 榮進神駒 netkeiba.com （页面存档备份，存于）
- 血統表 （页面存档备份，存于）